# Hilara albipilosa
Hilara albipilosa är en tvåvingeart som beskrevs av Engel 1941. Hilara albipilosa ingår i släktet Hilara och familjen dansflugor. Inga underarter finns listade i Catalogue of Life.